# 黑邊鰭真鯊
黑邊鰭真鯊（學名：Carcharhinus limbatus），又名黑邊鰭白眼鮫、黑梢真鯊，是一種體型較大的鯊魚，為軟骨魚綱真鯊目真鯊科的其中一種，被IUCN列為易危保育類動物，是熱帶及溫帶海洋的大陸棚及島基台的住民。

## 分類
法國動物學家Achille Valenciennes在Johannes Müller和Friedrich Henle 1839年的Systematische Beschreibung der Plagiostomen 中首次將黑邊鰭真鯊命名為Carcharias limbatus。模式標本是在馬提尼克島捕獲的兩個個體。後來的學者將這個物種移至真鯊屬。黑邊鰭真鯊最先被分類為錐齒鯊屬（學名Carcharias），學名是「 Carcharias (Prionodon) limbatus。其他的名稱亦有「Carcharias (Prionodon) pleurotaenia」、「Carcharias microps」、「Carcharias (Prionodon) muelleri」、「Carcharias maculipinna」、「Carcharias ehrenbergi」、「Carcharias aethlorus」、「Gymnorrhinus abbreviatus」、「Carcharias phorcys」及「Carcharhinus natator」。而被接受的科學分類學名則是「Carcharhinus limbatus」，當中「limbatus」就是指牠的鰭上的黑邊。

## 分布
本魚分布於全球熱帶至溫帶海域，在大西洋，從美國麻薩諸塞州到巴西，包括墨西哥灣和加勒比海，以及從地中海、馬德拉群島、加那利群島到剛果共和國。在印度洋，從南非和馬達加斯加到阿拉伯半島和印度次大陸，再到東南亞。在西太平洋，從日本琉球群島到澳洲北部，包括中國南部、菲律賓和印尼都有發現。在東太平洋，從加州南部到秘魯等海域。棲息在大陸棚及島嶼棚，喜棲息在泥濘的海灣、島嶼潟湖和珊瑚礁附近的懸崖，能夠耐受低鹽度並進入河口和紅樹林沼澤。

## 特徵
黑邊鰭真鯊是一種強壯的鯊魚，體呈紡錘形，鼻子長而尖，眼小具瞬膜，顎骨兩側各有15排齒，牙齒基部寬闊，牙尖高而窄，邊緣呈鋸齒狀，五對鰓縫，背鰭2個，第一背鰭高且呈鐮刀形，後部末端較短，第一和第二背鰭之間沒有脊，胸鰭大呈鐮狀且尖。身體呈灰色，一般都有黑邊的鰭，體長可達286公分，體重可達122.8公斤，壽命可達12年。

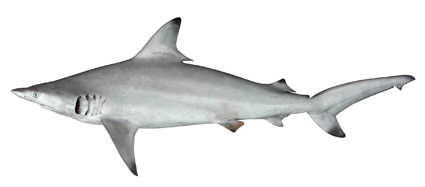
黑邊鰭真鯊的魚鰭尖端都有黑邊
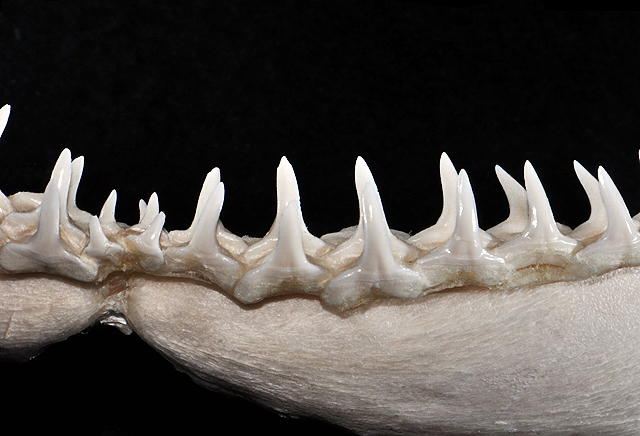
下顎牙齒
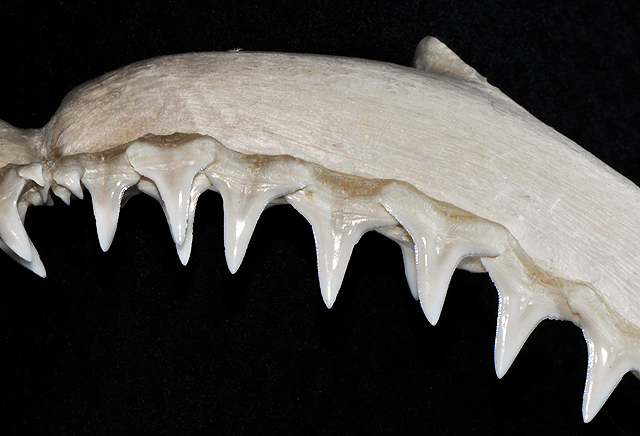
上顎牙齒

## 行為及攝食
與牠的近親短鰭真鯊（學名C. brevipinna）相似，黑邊鰭真鯊是一種游速很快的鯊魚，不單能躍上水面，更能在期間多次轉體才回到水中。牠們不帶有攻擊性，且不會攻擊人類。
有一些證據顯示牠們會分開族群，雄性及沒有懷孕的雌性會聚集一群，而懷孕的雌性及幼鯊會另外聚集成一群。
黑邊鰭真鯊主要是以硬骨魚為食糧，如沙丁魚、鯡魚、鯔魚、鰺科及馬鮫，甚至會吃其他幼小的鯊魚包括灰真鯊，及一些頭足綱與甲殼亞門動物。
黑邊鰭真鯊是胎生的，並在卵黃囊的胎盤內每胎有著1-10隻幼鯊（平均為4-7隻）。妊娠期相信為10-12個月，而相信雌鯊每年會生產一次。

## 對人類的重要性
黑邊鰭真鯊的身體可以供人類吃用，包括新鮮的、乾的或鹽腌的。牠的皮可以製成皮革，而肝臟則可獲得肝油。牠亦會被釣魚者作為遊釣魚類。

## 外部連結
- Florida Museum of Natural History Ichthyology Department